# إدي باركر (ممثل)
إدي باركر (بالإنجليزية: Eddie Parker)‏ هو ممثل أمريكي، ولد في 12 ديسمبر 1900 في وكغن في الولايات المتحدة، وتوفي في 20 يناير 1960 في شيرمان أوكس في الولايات المتحدة بسبب نوبة قلبية.

## أعمال

### أفلام
- (1960) سبارتاكوس[1][2]

## وصلات خارجية
- إدي باركر على موقع IMDb (الإنجليزية)
- إدي باركر على موقع أول موفي (الإنجليزية)
- إدي باركر على موقع قاعدة بيانات الأفلام السويدية (السويدية)
- إدي باركر على موقع قاعدة بيانات الفيلم (الإنجليزية)